# Lisa Zderadicka
Lisa Zderadicka (* 23. November 1994 in Wien) ist eine österreichische Basketballspielerin.

## Werdegang
Zderadicka spielte beim BC Vienna 87. Dort wurde sie von ihrem Vater Franz Zderadicka als Trainer betreut.
Von 2014 bis 2017 studierte sie an der Houston Baptist University im US-Bundesstaat Texas und gehörte der Basketballauswahl der Hochschule an. In ihrem ersten Spieljahr in Texas erlitt Zderadicka den zweiten Kreuzbandriss in ihrem Leben und fiel in der Folge monatelang aus. Von 2017 bis 2019 spielte und studierte sie ebenfalls in den Vereinigten Staaten an der Florida Gulf Coast University.
Nach ihrer Rückkehr in ihr Heimatland gehörte Zderadicka von 2019 bis 2024 dem BK Klosterneuburg an. Sie wurde als „Dreh- und Angelpunkt im Spiel“ der BK bezeichnet. Im Laufe der Saison 2023/24 hatte sie im Durchschnitt 20,7 Punkte, 6,7 Rebounds sowie 4,5 Vorlagen je Begegnung erzielt. Sie gewann mit Klosterneuburg 2021, 2022 und 2023 den österreichischen Staatsmeistertitel sowie 2020, 2021 und 2022 den Pokalwettbewerb. Das Fachmedium Eurobasket.com zeichnete sie 2022/23 und 2023/24 als beste Spielerin der österreichischen Meisterschaft aus.
Zderadicka spielte in Klosterneuburg an der Seite ihrer Schwestern Anja und Pia sowie ab 2020 unter ihrem Vater als Trainer. Lisa Zderadicka war österreichische Junioren- und Frauennationalspielerin.